# Ruth Is Stranger Than Richard
Ruth Is Stranger Than Richard is het derde soloalbum van de Britse progressieve rockmusicus Robert Wyatt.
De opvolger van Rock Bottom springt er minder uit dan haar voorganger. Dezelfde jazz-rock-synthese wordt nagestreefd, maar het werk is veel gestructureerder en daardoor veel minder spannend. Het keyboardwerk van Wyatt is weer van een bijzondere kwaliteit (vooral in 5 Black Notes And 1 White Note en in Solar Flares), zijn stemgeluid blijft verrassen (let maar op de toonhoogte van de zang in Soup Song), maar het niveau van Rock Bottom wordt niet geëvenaard.

## Tracklist
1. Muddy Mouse (a) — 0:50 (Fred Frith /Robert Wyatt)
2. Solar Flares — 5:35(Robert Wyatt)
3. Muddy Mouse (b) — 0:50 (Fred Frith / Robert Wyatt)
4. 5 Black Notes and 1 White Note — 4:58 (Offenbach / Robert Wyatt)
5. Muddy Mouse (c) (Fred Frith)
  - Muddy Mouth — 6:11 (Fred Frith)
6. Soup Song — 5:00 (Brian Hopper / Robert Wyatt)
7. Sonia — 4:12 (Mongezi Feza)
8. Team Spirit — 8:26 (Bill MacGormick / Robert Wyatt / Phil Manzanera)
9. Song for Che — 3:36 (Charlie Haden)

## Bezetting
- Robert Wyatt, zang, keyboard, percussie
- Bill MacGormick, basgitaar
- Laurie Allan, drum
- Gary Windo (basklarinet, tenorsaxofoon)
- Nisar Ahmad "George" Khan – saxofoons (sopraan, tenor, bariton)

Met bijdragen van:
- Brian Eno (gitaar, synthesizer)
- Fred Frith (piano)
- Mongezi Feza (trompet)
- John Greaves (basgitaar)